# Abu al-Rabi Sulayman
Abu al-Rabi Sulayman, född 1289, död 1308, var regerande sultan av Marocko mellan 1308 och 1310. Han tillhörde marinidernas dynasti.